# Bröderna Grimms sagor
Bröderna Grimms sagor (originaltitel: Kinder- und Hausmärchen) är en berömd samling tyska folksagor som är bearbetade och nedtecknade av Jacob och Wilhelm Grimm, tillsammans kända som bröderna Grimm. 1812 gav de ut del 1 i sin samling bestående av 86 sagor.

## Bakgrund och sammansättning av sagorna
År 1803 lärde bröderna Grimm känna författarna Clemens Brentano och Achim von Arnim vid universitetet i Marburg. Dessa två uppmuntrade de två bröderna att intressera sig för folksagor, och de inledde nu sitt arbete med att skriva ned muntliga berättelser från olika källor. En av de viktigaste källorna var sagoberättaren Dorothea Viehmann. Anledningen till deras arbete var framförallt att kartlägga det tyska språkets historia. Den första volymen av den första upplagan publicerades 1812, innehållande 86 berättelser. Först 1857 kom den definitiva upplagan med 201 sagor. Samtliga upplagor var rikligt illustrerade, först genom Philipp Grot Johann och efter dennes död 1892, av den tyska illustratören Robert Leinweber.

## UrSagor
- KHM 1: (Der Froschkönig oder der eiserne Heinrich)
- KHM 2: (Katze und Maus in Gesellschaft)
- KHM 3: (Marienkind)
- KHM 4: (Märchen von einem, der auszog das Fürchten zu lernen)
- KHM 5:  Vargen och de sju Killingarna (Der Wolf und die sieben jungen Geißlein)
- KHM 6: (Der treue Johannes)
- KHM 7: (Der gute Handel)
- KHM 8: (Der wunderliche Spielmann)
- KHM 9: (Die zwölf Brüder)
- KHM 10: (Das Lumpengesindel)
- KHM 11: (Brüderchen und Schwesterchen)
- KHM 12: Rapunzel
- KHM 13: (Die drei Männlein im Walde)
- KHM 14: (Die drei Spinnerinnen)
- KHM 15: Hans och Greta (Hänsel und Gretel)
- KHM 16: (Die drei Schlangenblätter)
- KHM 17: (Die weiße Schlange)
- KHM 18: (Strohhalm, Kohle und Bohne)
- KHM 19: (Von dem Fischer un syner Fru)
- KHM 20: Den tappre skräddaren (Das tapfere Schneiderlein)
- KHM 21: Askungen (Aschenputtel)
- KHM 22: (Das Rätsel)
- KHM 23: (Von dem Mäuschen, Vögelchen und der Bratwurst)
- KHM 24: Mor Hulda (Frau Holle)
- KHM 25: (Die sieben Raben)
- KHM 26: Rödluvan (Rotkäppchen)
- KHM 27: Stadsmusikanterna från Bremen (Die Bremer Stadtmusikanten)
- KHM 28: (Der singende Knochen)
- KHM 29: (Der Teufel mit den drei goldenen Haaren)
- KHM 30: (Läuschen und Flöhchen)
- KHM 31: (Das Mädchen ohne Hände)
- KHM 32: (Der gescheite Hans)
- KHM 33: (Die drei Sprachen)
- KHM 34: (Die kluge Else)
- KHM 35: (Der Schneider im Himmel)
- KHM 36: Bord, duka dig (Tischchen deck dich, Goldesel und Knüppel aus dem Sack)
- KHM 37: Tummeliten (Daumesdick)
- KHM 38: (Die Hochzeit der Frau Füchsin)
- KHM 39: (Die Wichtelmänner)
- KHM 40: (Der Räuberbräutigam)
- KHM 41: (Herr Korbes)
- KHM 42: (Der Herr Gevatter)
- KHM 43: (Frau Trude)
- KHM 44: (Der Gevatter Tod)
- KHM 45: (Daumerlings Wanderschaft)
- KHM 46: (Fitchers Vogel)
- KHM 47: (Von dem Machandelboom)
- KHM 48: (Der alte Sultan)
- KHM 49: (Die sechs Schwäne)
- KHM 50: Törnrosa (Dornröschen)
- KHM 51: (Fundevogel)
- KHM 52: (König Drosselbart)
- KHM 53: Snövit (Schneewittchen)
- KHM 54: (Der Ranzen, das Hütlein und das Hörnlein)
- KHM 55: Rumpelstiltskin (Rumpelstilzchen)
- KHM 56: (Der Liebste Roland)
- KHM 57: (Der goldene Vogel)
- KHM 58: (Der Hund und der Sperling)
- KHM 59: (Der Frieder und das Katherlieschen)
- KHM 60: (Die zwei Brüder)
- KHM 61: (Das Bürle)
- KHM 62: (Die Bienenkönigin)
- KHM 63: (Die drei Federn)
- KHM 64: (Die goldene Gans)
- KHM 65: (Allerleirauh)
- KHM 66: (Häsichenbraut)
- KHM 67: (Die zwölf Jäger)
- KHM 68: (De Gaudeif un sien Meester)
- KHM 69: (Jorinde und Joringel)
- KHM 70: (Die drei Glückskinder)
- KHM 71: (Sechse kommen durch die ganze Welt)
- KHM 72: (Der Wolf und der Mensch)
- KHM 73: (Der Wolf und der Fuchs)
- KHM 74: (Der Fuchs und die Frau Gevatterin)
- KHM 75: (Der Fuchs und die Katze)
- KHM 76: Nejlikan (Die Nelke)
- KHM 77: (Die kluge Gretel)
- KHM 78: (Der alte Großvater und der Enkel)
- KHM 79: (Die Wassernixe)
- KHM 80: (Von dem Tode des Hühnchens)
- KHM 81: (Bruder Lustig)
- KHM 82: (De Spielhansl)
- KHM 83: Lycko-Hans (Hans im Glück)
- KHM 84: (Hans heiratet)
- KHM 85: (Die Goldkinder)
- KHM 86: (Der Fuchs und die Gänse)
- KHM 87: (Der Arme und der Reiche)
- KHM 88: (Das singende springende Löweneckerchen)
- KHM 89: (Die Gänsemagd)
- KHM 90: (Der junge Riese)
- KHM 91: (Dat Erdmänneken)
- KHM 92: (Der König vom goldenen Berg)
- KHM 93: (Die Rabe)
- KHM 94: (Die kluge Bauerntochter)
- KHM 95: (Der alte Hildebrand)
- KHM 96: (De drei Vügelkens)
- KHM 97: (Das Wasser des Lebens)
- KHM 98: (Doktor Allwissend)
- KHM 99: (Der Geist im Glas)
- KHM 100: (Des Teufels rußiger Bruder)
- KHM 101: (Der Bärenhäuter)
- KHM 102: (Der Zaunkönig und der Bär)
- KHM 103: (Der süße Brei)
- KHM 104: (Die klugen Leute)
- KHM 105: (Märchen von der Unke)
- KHM 106: (Der arme Müllersbursch und das Kätzchen)
- KHM 107: (Die beiden Wanderer)
- KHM 108: (Hans mein Igel)
- KHM 109: (Das Totenhemdchen)
- KHM 110: (Der Jude im Dorn)
- KHM 111: (Der gelernte Jäger)
- KHM 112: (Der Dreschflegel vom Himmel)
- KHM 113: (De beiden Künigeskinner)
- KHM 114: (Vom klugen Schneiderlein)
- KHM 115: (Die klare Sonne bringt's an den Tag)
- KHM 116: (Das blaue Licht)
- KHM 117: (Das eigensinnige Kind)
- KHM 118: (Die drei Feldscherer)
- KHM 119: (Die sieben Schwaben)
- KHM 120: (Die drei Handwerksburschen)
- KHM 121: (Der Königssohn, der sich vor nichts fürchtete)
- KHM 122: (Der Krautesel)
- KHM 123: (Die Alte im Wald)
- KHM 124: (Die drei Brüder)
- KHM 125: (Der Teufel und seine Großmutter)
- KHM 126: (Ferenand getrü und Ferenand ungetrü)
- KHM 127: (Der Eisenofen)
- KHM 128: (Die faule Spinnerin)
- KHM 129: (Die vier kunstreichen Brüder)
- KHM 130: (Einäuglein, Zweiäuglein und Dreiäuglein)
- KHM 131: (Die schöne Katrinelje und Pif Paf Poltrie)
- KHM 132: (Der Fuchs und das Pferd)
- KHM 133: (Die zertanzten Schuhe)
- KHM 134: (Die sechs Diener)
- KHM 135: (Die weiße und die schwarze Braut)
- KHM 136: (Der Eisenhans)
- KHM 137: (De drei schwatten Prinzessinnen)
- KHM 138: (Knoist un sine dre Sühne)
- KHM 139: (Dat Mäken von Brakel)
- KHM 140: (Das Hausgesinde)
- KHM 141: (Das Lämmchen und Fischchen)
- KHM 142: (Simeliberg)
- KHM 143: (Up Reisen gohn)
- KHM 144: (Das Eselein)
- KHM 145: (Der undankbare Sohn)
- KHM 146: (Die Rübe)
- KHM 147: (Das junggeglühte Männlein)
- KHM 148: (Des Herrn und des Teufels Getier)
- KHM 149: (Der Hahnenbalken)
- KHM 150: (Die alte Bettelfrau)
- KHM 151: (Die drei Faulen)
- KHM 151: (Die zwölf faulen Knechte)
- KHM 152: (Das Hirtenbüblein)
- KHM 153: (Die Sterntaler)
- KHM 154: (Der gestohlene Heller)
- KHM 155: (Die Brautschau)
- KHM 156: (Die Schlickerlinge)
- KHM 157: (Der Sperling und seine vier Kinder)
- KHM 158: (Das Märchen vom Schlaraffenland)
- KHM 159: (Das dietmarsische Lügenmärchen)
- KHM 160: (Rätselmärchen)
- KHM 161: Snövit och Rosenröd (Schneeweißchen und Rosenrot)
- KHM 162: (Der kluge Knecht)
- KHM 163: (Der gläserne Sarg)
- KHM 164: (Der faule Heinz)
- KHM 165: (Der Vogel Greif)
- KHM 166: (Der starke Hans)
- KHM 167: (Das Bürli im Himmel)
- KHM 168: (Die hagere Liese)
- KHM 169: (Das Waldhaus)
- KHM 170: (Lieb und Leid teilen)
- KHM 171: (Der Zaunkönig)
- KHM 172: (Die Scholle)
- KHM 173: (Rohrdommel und Wiedehopf)
- KHM 174: (Die Eule)
- KHM 175: (Der Mond)
- KHM 176: (Die Lebenszeit)
- KHM 177: (Die Boten des Todes)
- KHM 178: (Meister Pfriem)
- KHM 179: (Die Gänsehirtin am Brunnen)
- KHM 180: (Die ungleichen Kinder Evas)
- KHM 181: (Die Nixe im Teich)
- KHM 182: (Die Geschenke des kleinen Volkes)
- KHM 183: (Der Riese und der Schneider)
- KHM 184: (Der Nagel)
- KHM 185: (Der arme Junge im Grab)
- KHM 186: (Die wahre Braut )
- KHM 187: Haren och igelkotten (Der Hase und der Igel)
- KHM 188: (Spindel, Weberschiffchen und Nadel)
- KHM 189: (Der Bauer und der Teufel)
- KHM 190: (Die Brosamen auf dem Tisch)
- KHM 191: (Das Meerhäschen)
- KHM 192: (Der Meisterdieb)
- KHM 193: (Der Trommler)
- KHM 194: (Die Kornähre)
- KHM 195: (Der Grabhügel)
- KHM 196: (Oll Rinkrank)
- KHM 197: (Die Kristallkugel)
- KHM 198: (Jungfrau Maleen)
- KHM 199: (Der Stiefel von Büffelleder)
- KHM 200: (Der goldene Schlüssel)

## Svenska utgåvor (urval)[1]
- Bröderna Grimms Barn- och folksagor. Saml. 1, Stockholm : Flodin,1860
- Bröderna Grimms Barn- och folksagor. Saml. 2, Stockholm : Flodin, 1871
- Bröderna Grimms sagor / Övers. av Ernst Lundquist, Stockholm, Fahlcrantz, 1882-83
- Bröderna Grimms sagor i urval för barn / med planscher i färgtryck av Jenny Nyström, Stockholm, 1883